# فابریکا دی روما
فابریکا دی روما (به ایتالیایی: Fabrica di Roma) یک کومونه در ایتالیا است که در استان ویتربو واقع شده‌است.

## خصوصیات
فابریکا دی روما ۳۴٫۷ کیلومترمربع مساحت و ۷٬۲۱۸ نفر جمعیت دارد و ۲۹۶ متر بالاتر از سطح دریا واقع شده‌است.